# Itaiacoca
Itaiacoca é um distrito do município brasileiro de Ponta Grossa, no Paraná. 
Tinha, em 2000, cerca de 2.434 habitantes , distribuídos em algumas localidades como Biscaia, Passo do Pupo, etc. De acordo com o Instituto Brasileiro de Geografia e Estatística (IBGE), sua população no ano de 2010 era de 20 000 habitantes. É aí que se encontram as cavernas Olhos D'água. No passo do Pupo, se encontram duas furnas, chamadas Furnas Gêmeas. 
Itaiacoca, distrito de Ponta Grossa, criado pela Lei n° 203 de 3 de janeiro de 1909, está localizado em uma região bastante acidentada dos Campos Gerais, com uma área de 663 Km², apresenta terras muito férteis e ricas em variedades minerais, as quais pertenceram no período colonial à grande sesmaria de Conceição, de responsabilidade do capitão-mor Pedro Taques de Almeida, que compreendia ainda, muitos alqueires de terras situadas as margens do rio Jaguaricatu e Iapó. Cobertas de densa vegetação, planícies infindáveis foram se dividindo e distribuídas a genros, filhos e outros parentes dos Taques de Almeida, formando pequenos núcleos e povoados, muitos dos quais vivendo em torno das minas de talco e calcário, ou à beira das estradas que destinavam ao interior, empenhados na lavoura e pecuária de subsistência. 
Em 1780, a Câmara de Curitiba resolveu nomear o Sr. Joaquim F. Pinto para guarda-mor das regiões de Pitanguá e Itaiacoca, transformando-se em pouso para tropeiros. Em face da exploração do local, a família Taques de Almeida instalou ali algumas famílias procedentes de outros estados, as quais se somam alguns colonos de origem europeia (poloneses). Pelos idos de 1709, um grupo de jesuítas adentrou ao interior a fim de promover a catequese e pacificação dos silvícolas e a descoberta de elementos que estimulassem um estudo mais detalhado da região, numa tarefa paralela a dos bandeirantes que seguiam o famoso caminho do Piabiru (dos Andes ao litoral paulista). Foram responsáveis pelas primeiras demarcações e descobertas de ouro de aluvião, ainda encontrado nos pequenos rios que cortam matas e campos. Os jesuítas criaram uma missão às margens do riacho entre o morro da Pedra Grande e a localidade do Cerrado Grande, desenvolvendo a lavra de ouro de aluvião. Vestígios de ruínas jesuíticas ainda são encontrados em Cerrado Grande. O distrito de Itaiacoca, à distancia de apenas 30Km da sede do município de Ponta Grossa, na região Sudeste, sendo integrado pelas localidades de Barra Grande, Biscaia, Cerrado Grande, Campinas, Caeté, Imbuia, Mato queimado, Princesa do Ribeirão de Cruz, Rio de Dentro, Roça Velha, Rio Bonito, Cerradinho, Sete Saltos, Anta Moura, Carazinho, Passo do Pupo, Conceição, Caçador dos Casemiros e Bairros dos Ingleses. 
Os rios de maior importância que cortam as terras de itaiacoca são o Ribeirão grande e Guarituba, que formam o Ribeira, Riachos, lagos e brejos, que contribuem para manter a umidade da região, cuja característica global é o constante verde, como narra o historiador Reinaldo Emanuel Hansen (UEPG): "A paisagem de toda a região dos Campos Gerais está revestida de um cenário impressionantemente verde, o que torna os ‘Campos Gerais’ ainda mais belos e ricos". Quanto a ocupação de Itaiacoca, deu-se pela mestiçagem entre europeus e tupi-guaranis que ortougou ao elemento local traços e portes físicos diversos: há os de olhos claros (descendentes diretos de europeus), os mulatos (devido à influência do negro com a mão-de-obra escrava), os cablocos (mistura direta de europeus e índios) e os bugres(remanescentes dos primeiros habitantes da região). Essa população alegre e hospitaleira, cuja convivência familiar e a amizade com os vizinhos traz a tona muitas histórias, contos, causos que são passados de pai para filho. Essas histórias são fantásticas, cheias de símbolo e imagens que se alteram de contador a contador, produto de uma transmissão oral, como por exemplo a Lenda da Pedra Grande.